# Camp de Rieucros
El Camp de Rieucros fou un camp de concentració en uns turons boscosos vora l'antic seminari de Mende al departament occità de la Losera, que funcionar de gener de 1939 a febrer de 1942. El primer ministre Édouard Daladier va establir el camp per decret el 21 de gener de 1939 per aïllar membres de les Brigades Internacionals de la societat francesa després de la derrota de la Segona República Espanyola i als posteriors exiliats, conegut com la retirada , en la Guerra Civil Espanyola. Altres "homes estrangers sospitosos i indesitjables", de vegades acusats de crims de dret comú, també hi van ser internats. Després de l'entrada de França a la Segona Guerra Mundial, les autoritats van traslladar els homes al camp de Vernet i hi van començar a internar "sospitoses i indesitjables dones estrangeres" a l'octubre de 1939. Després de la batalla de França, Rieucros va quedar a la zona sud desocupada i el règim de Vichy va assumir el control del camp de autoritats de la Tercera República Francesa. Al febrer de 1942, les autoritats van transferir tota la població del campament de dones i nens al campament de Brens.

## Antecedents
A la fi de la dècada de 1930, la Tercera República Francesa restringia cada vegada més la immigració, ja que un nombre creixent de refugiats polítics fugien d'unes dictadures europees ascendents. El primer ministre Édouard Daladier del Partit Radical va evitar que el Parlament emeti una sèrie de decrets que van tancar avenços de la immigració legal i castigava la immigració il·legal en 1938 i 1939, revertint la tradició nacional de ser un país d'asil. El decret de Daladier del 12 de novembre de 1938 va donar a l'estat el poder de internar als forasters en camps.
Quan va acabar la Guerra Civil Espanyola en els primers mesos de 1939, l'exèrcit del futur dictador Francisco Franco va empentar gairebé 500.000 refugiats al nord a través de la frontera amb França. La Tercera República Francesa va respondre creant una sèrie de camps d'internament per allotjar i limitar els refugiats, el primer dels quals era Rieucros. Els historiadors citen les pors franceses a la revolució social i la guerra civil, la xenofòbia i la noció que els antifeixistes estrangers que fugien de Franco, Mussolini i Hitler volien atraure a França a una altra guerra europea "per satisfer la seva voluntat personal per a venjar-se" com a factors motivadors per a la recepció hostil dels refugiats a França durant aquest temps. Com a conseqüència, la majoria de les poblacions internades a França, en vigílies de la Segona Guerra Mundial, van ser les primeres víctimes i opositors del feixisme europeu, el que va permetre una adhesió gairebé sense fissures per part del règim col·laboracionista de Vichy quan la Tercera República Francesa va caure davant del Tercer Reich el juny de 1940.
Durant la tardor de 1939, les dones espanyoles hi van ser internades, aviat se'ls van unir centenars d'opositores alemanyes del nazisme, italianes, jueves de països de l'Est, al principi detingudes i tancades a la presó de Petite Roquette de París. Les dones franceses també van ser internades al camp de Rieucros, sovint per les seves conviccions comunistes o anarquistes.
Les condicions eren dures - fred, la fam, la manca d'higiene - especialment per a les mares amb nens i nadons a càrrec. Tot i així, les internades van mostrar una gran determinació i solidaritat i no van decaure, organitzant cursos de francès i de llengües estrangeres i diverses activitats.
El 13 de febrer de 1942, les presoneres i llurs infants foren transferides al camp d'internament de Brens, prop de Galhac, al departament del Tarn. El camp de Rieucros va tancar les portes a la primavera de 1942 (Anada Mett surt amb el seu fill a l'abril de 1942).

## Els vestigis del camp
Actualment només hi ha algunes restes del campament d'internament a la vall de Rieucros. Un signe informatiu indica la seva posició, però les barraques han desaparegut completament. Dues cases de pedra que formaven part del conjunt encara existeixen i pertanyen a propietaris privats.
El vestigi més significatiu segueix sent una roca tallada, que representa un soldat que sosté el fusell al braç dret. Dues dates sobresurten: 1789 i 1939, que simbolitzen els 150 anys de la Revolució francesa. No gaire lluny hi ha gravat un nom: Gierke Walter. Aquest Walter forma part de la llista de presos de campament i podria ser l'autor d'aquesta escultura.

## Interns notables
Entre els internats hi havia : 
- l'escriptor Michel del Castillo; nascut en 1933, internat amb la seva mare Isabel del Castillo[9]
- Ernesto Bonomini, activista antifeixista italià, es va evadir del camp l'abril de 1939.
- El matemàtic Alexandre Grothendieck i la seva mare, la periodista Hanka Grothendieck.
- L'escriptora i anarquista russa Ida Mett i el seu fill Marc.
- L'escriptora i periodista Lenka Reinerová.
- El rus Borís Skóssirev, breument proclamat rei d'Andorra en 1934.
- L'artista Pierrette Gargallo, filla de l'escultor Pau Gargallo.
- Teresa Noce, dirigent sindical, periodista i feminista italiana[10]
- Odette Capion-Branger, resistent nascuda el 16 de desembre de 1913 a Montpeller, arrestada el 4 de desembre de 1940
- La resistent comunista francesa Angelita Bettini[11]
- La resistent comunista alemanya Dora Schaul

## Associació Memorial
L'Association pour le souvenir de Rieucros és una associació memorial establerta el 12 d'agost de 1992 amb l'objectiu "de preservar la memòria del sofriment dels internats del camp però també d'estudiar les causes que condueixen a la creació d'aquest campament en el passat recent". Els membres de l'associació inclouen els ex internats i els seus familiars supervivents, entre d'altres. L'associació participa en activitats educatives i commemoratives, inclosa la preservació del lloc del campament, la creació de plaques històriques informatives i la participació en una cerimònia commemorativa anual el dia 16 de juliol, el Dia Nacional de la Memòria per a les Persones Víctimes de la Persecució Racista i Antisemita en l'aniversari de la batuda del Velòdrom d'Hivern.